# ホンドギツネ
ホンドギツネ（本土狐、Vulpes vulpes japonica）は、北半球に広く生息するアカギツネの日本に分布する亜種。

## 分布
本州（淡路島を含む）、九州、四国に分布する。四国では少ない。房総半島南部には移入されたと記す文献が存在するが、これは誤り。

## 形態
頭胴長52–76 cm、尾長26–42 cm、体重4–7 kg。体色は赤みがかった黄色でいわゆる「きつね色」。腹部、頬、尾の先は白い。尾は他の動物に比べて毛がふさふさとしているので太く見え、長い。尾の基部の上面に黒い斑があり、そこには尾上腺（尾腺）と呼ばれる腺がある。毛皮が美しいので、服飾品に使用されることがある。同じくアカギツネの亜種で北海道に生息するキタキツネよりやや小さく、四肢の足首の部分が黒くなっていない点で異なる。基準亜種とは頭骨が微妙に異なり、乳頭も2個多い。

## 生態
食性は季節や生息環境により変化する。肉食の傾向の強い雑食性であり、主にネズミ類、鳥類、昆虫類などを捕食するが果物など植物質のものも食べる。狩りをする時は、決まったルートを通り獲物を単独 で探す。里山から高山までの森林に住み、森林に接する草原や農耕地に出てくることもある。人里に近い所では、畑のトウモロコシを荒らしたり、家畜のニワトリを襲ったり、人家のゴミを漁ったりすることがある。開発とタヌキや野犬の繁殖の影響で、急速に数を減している。
普段は縄張りを守って行動するが、交尾期の12月から2月ごろのみは互いの縄張りを侵す。ニホンアナグマが掘った古い巣を利用することもあるが、日当たりの良い林や草原などに巣穴を作ることが知られている。この巣穴は通常、子育てのみに利用され、その他の期間は、一時的な避難場所として使われることはあっても、一年中使われるわけではない。巣穴の直径は25–30 cm で、入り口はたくさん作られ複雑な構造となっている。巣穴は親子代々で引き継がれていき、年々拡張され、巣穴の長さは30 m 以上になることもある。

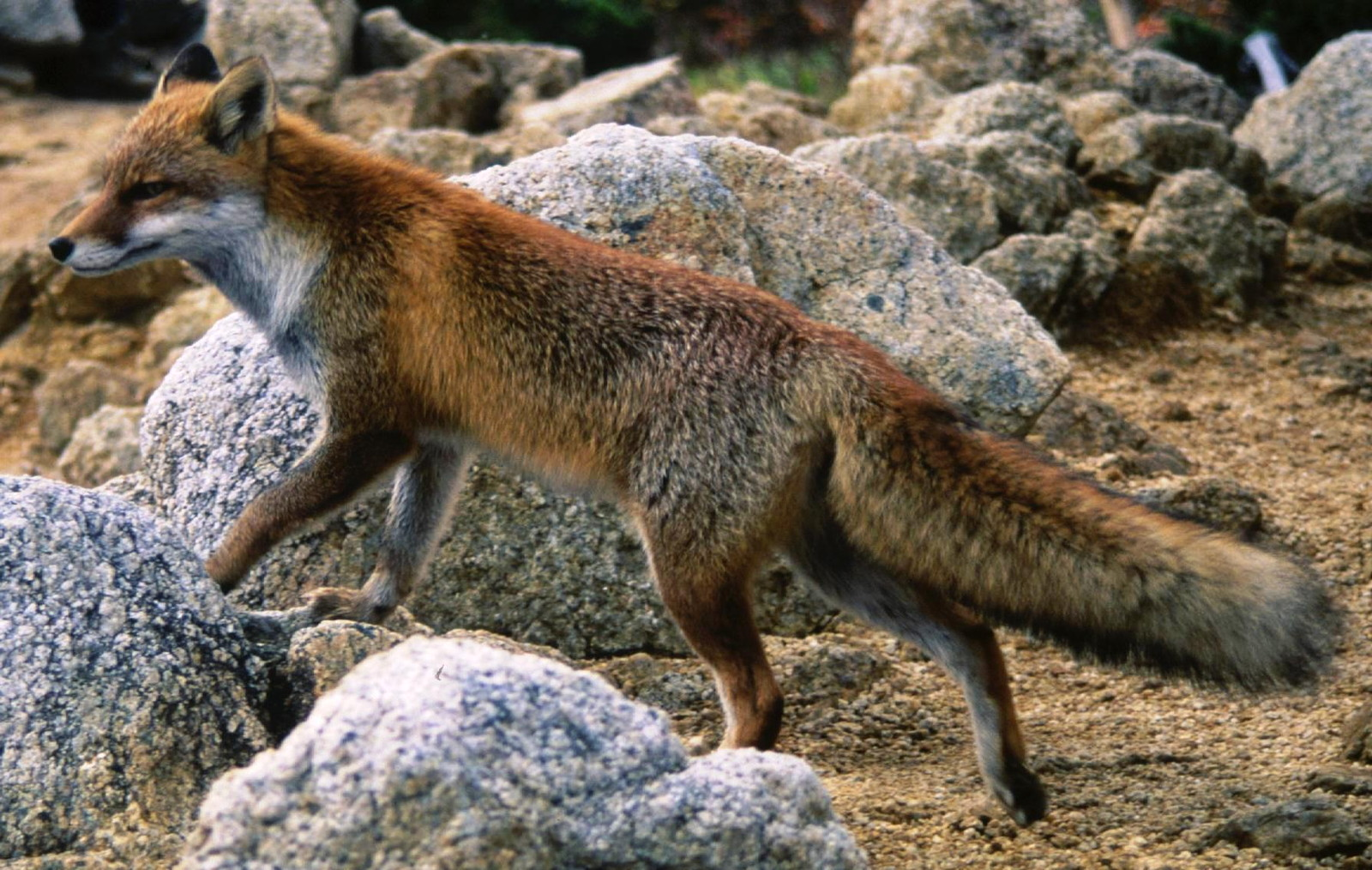
白馬鑓ヶ岳の山腹に生息するホンドギツネ

繁殖期は12月から2月で、妊娠期間は約52日。巣穴の中で体重約100 g、頭胴長約9 cm、尾長約6 cm、全身がほぼ黒色で尾の先端が白い子を、2–7頭産む。母親を中心とした母系社会を構成し、前年生まれのメス（ヘルパー）は母親の子育てを手伝う。ヘルパーは時に最大4頭になることもある。オスも子供が生後1ヶ月頃までは子育てを手伝うが、その後はこの家族群に加わらなくなる。この家族群は、子供が生まれると集団となり、子の成長とともに徐々に解散していき、9月頃には単独生活を送るようになるが、この家族群のなわばりを出ることはない。
オスは生後7-8ヶ月で親離れをし、なわばりを出て分散していく。メスは誕生した年の12月から2月までに性成熟し、繁殖できるようになるが、通常は1歳で繁殖は行わない。寿命は野生では3年から4年程度であるが、1歳までの生存率は4%以下である。飼育下では長くて10年ほど生きることもある。

## 系統
ミトコンドリアDNAのシトクロムb遺伝子および D-Loop 部分領域の塩基配列に基づく分子系統解析から、ホンドギツネは単系統群であることが支持されている。ホンドギツネが他亜種から分岐した時間である tMRCA は約 0.148 Ma（14.8万年前、95％最高事後密度 0.236–0.080）であった。またホンドギツネは日本列島の東西で2つのサブクレードに分かれている。一方、北海道に分布するキタキツネは多系統群であり、複数の起源を持つことが示唆されている。